# Dolicheremaeus bruneiensis
Dolicheremaeus bruneiensis är en kvalsterart som beskrevs av Aoki 1967. Dolicheremaeus bruneiensis ingår i släktet Dolicheremaeus och familjen Tetracondylidae. Inga underarter finns listade i Catalogue of Life.